# Grimaldi Industri
Grimaldi Industri AB in Stockholm, Schweden ist ein diversifizierter Konzern mit Schwerpunkt in der Fahrradbranche. Die Gruppe, die sich zu 100 Prozent im Besitz von Salvatore Grimaldi (* 1945 in Tarent) befindet, hat über 1700 Mitarbeiter weltweit und einen Jahresumsatz von über 300 Millionen Euro.

## Hintergrund
Grimaldi wanderte in den 1950er Jahren aus Italien nach Schweden ein, arbeitete bei Volvo, gründete 1970 eine Autowerkstatt, aus der Grimaldis Mekaniska Verkstad hervorging, und kaufte 1970 sein erstes Unternehmen dazu.
Zu der Gruppe gehören heute europaweit zahlreiche Fahrrad-Traditionsmarken wie Bianchi, Monark, Crescent, Puch, Gitane, Kildemoes.

## Firmen von Grimaldi
- Monark Exercise (Vansbro, Schweden) stellt Fahr- und Spezialräder, Radtrainer und Ergometer her
- Karlsson Spools (Sala, Schweden und Kunshan, China)[2] stellt Teile für Hydrauliken her
- Grimaldis Mekaniska Verkstad,  ein Zulieferer für die produzierende Industrie
- Plockmatic International stellt technische Dokumentationen sowie verschiedene Druckerzeugnisse her
- Cycleurope, Holding der Fahrradmarken der Gruppe. Mittlerweile gehören ihr eine Reihe bekannter europäischer Fahrradmarken an. Der Cycleuropekonzern hat Produktionsstandorte in Dänemark, Frankreich, Italien und Schweden.
- 3nine ist ein Hersteller von Emulsions- und Ölnebelabscheidern.
- learnify.se ist ein E-Learning-Portal für digitale Medien.